# Sébastien Guillot
Sébastien Guillot (ca. 1970) is een Frans klavecimbelspeler en organist.

## Levensloop
Sébastien Guillot studeerde klavecimbel en basso continuo in Parijs bij Huguette Dreyfus en Christophe Rousset, alsook muziekgeschiedenis aan het Conservatorium van Versailles en aan de Schola Cantorum de Paris. Van 1989 tot 1993 studeerde hij aan het Sweelinck Conservatorium Amsterdam in de klas van Bob van Asperen. Hij volgde tevens volmakingscursussen bij Gustav Leonhardt en een postgraduate cursus in vroege kamermuziek aan het Koninklijk Conservatorium van Den Haag bij de gebroeders Kuijken, Lucy Van Dael, en Wilbert Hazelzet. Aan hetzelfde conservatorium volgde hij cursussen gewijd aan het begeleiden van zangers. Daarop specialiseerde hij zich in zanginterpretatie bij Max van Egmond en Marius van Altena in Den Haag, bij Kai Wessel, Barbara Schlick en Konrad Junghänel in Keulen en bij René Jacobs in Venetië. 
Hij behaalde een Master in Musicologie aan de Universiteit van Parijs-Sorbonne en aan de École Pratique des Hautes Études van Parijs.
In 1997 won hij de Tweede prijs in het internationaal orgelconcours (orgelpositief, duo's) in het kader van het Festival Musica Antiqua in Brugge.
Vanaf 1992 concerteerde hij tijdens talrijke festivals voor oude muziek, onder meer in Utrecht, Beaune, Parijs (Art sacré), Vieux-Lyon, Versailles (Chapelle Royale), Arsenal de Metz, St-Bertrand de Comminges, Tallinn, Kyoto, Rome, enz. Hij heeft ook een reputatie opgebouwd als begeleider van zangers zoals de Duitse contertenor Kai Wessel, de Nederlandse bas Peter Kooij en Jed Wentz (Musica ad Rhenum). Hij heeft in Parijs La Petite Chapelle gedirigeerd, en dirigeert sinds 2001 het door hem gestichte ensemble Caeli Aperti.
Sébastien Guillot doceerde barokzang aan de Maîtrise van Centre de Musique baroque de Versailles en Maîtrise van Notre-Dame van Parijs, oude muziek aan de Sorbonne (2003-2006), en doceerde klavecimbel, basso continuo, kamermuziek en barokzang aan het Conservatorium Darius Milhaud in het 14de arrondissement van Parijs (1994-2014).

## Discografie
Hij heeft onder meer opgenomen:
- Orgelconcerto's van Antonio Vivaldi (1993)
- Werken voor viola da gamba en klavecimbel van Forqueray (2001)
- Werken voor zang en klavecimbel van Henry Purcell (2008)
- Johann Sebastian Bach, Die Kunst der Fuge (2004)
- Johann Sebastian Bach, Das Wohltemperierte Klavier-Teil II (2009)
- Johann Sebastian Bach, Das Wohltemperierte Klavier-Teil I (2011).

- Bibliothèque nationale de France: cb150282551 (data)
- Virtual International Authority File: 5209950